# بجك (بهبهان)
بجك هي قرية في مقاطعة ميانة، إيران. يقدر عدد سكانها بـ 392 نسمة بحسب إحصاء 2016.